# Révélation de télégrammes iraniens
La révélation de télégrammes iraniens (Iran Cables ou Iran Cables Leaks) a été effectuée par The Intercept, en novembre 2019, et documente l'importance de l'influence, de l'ingérence et de la corruption iranienne en Irak.